# Sport- en Evenementencomplex Merwestein
Sport- en evenementencomplex Merwestein is gelegen in de wijk Merwestein in de Nederlandse gemeente Nieuwegein. Het complex is onderdeel van NV Sportinrichtingen Nieuwegein.
Het complex bestaat uit:
- Evenementenhal voor beurzen, congressen en feesten
- Sporthal met ruimte voor 1.500 toeschouwers
- Brasserie
- Vijf vergaderzalen
- Subtropisch zwemparadijs
- Twee zwembaden van 25 m
- Buitenterrein van 8000 m²